# Rdeči egiptovski porfir
Rdeči egiptovski porfir (Lapis purpureus porphyrites) je vrsta kamna. V rimskem času so rdečkast porfir imenovali lapis (purpureus) porphyrites (»purpurni« kamen), danes mu pravijo v italijanščini porfido rosso Egiziano ali porfido rosso antico, drugi zeleno-črni različici pa lapis hieracitis (»sokolji« kamen), v italijanščini porfido verde Egiziano.
V strokovni literaturi lahko zasledimo tudi ime imperialni porfir.

## Geografski opis
Kamnolom z ležišči porfirja leži na gori Gebel Dokhan, znani pod antičnim imenon Mons Porphyrites, visoko nad suho strmo dolino Wadi Abu Ma'amel, na vzhodni obali Egipta (27° 15.1' N, 33° 18.0' E), ob cesti med antičnima mestoma Myos Hormos (grško-rimsko pristanišče), današnje mesto Abu Sha'ar Al-Qibli na obali Rdečega morja, in Kainopolisom, današnjo Qeno v dolini Nila. Veriga gora je z ravnino z nizkimi grički iz predkambrijskih predornin (»Dokhan vulcanics«) in terciarnih sedimentov 40 km oddaljena od morja. Danes najbližje naseljeno mesto Hurghada je od kamnoloma oddaljeno okoli 70 km.

## Geologija in pojavnost
Porfir je vulkanska kamnina, sestavljena iz relativno velikih, jasno vidnih delcev kristalov, ki se razlikujejo tako v velikosti kot v barvi, in osnovne mase, ki pa je lahko steklasta, fino granulirana ali sestavljena iz kristalov. Termin se nanaša na teksturo kamna, ne pa na kemično, fizično ali mineraloško sestavo oz. barvo. Posamezne primerke imenujejo po karakteristikah kristalov v osnovi.  Najdemo jih lahko v osnovnih vrstah vulkanskih kamnin, v granitu, sienitu, dioritu, gabru in peridotitu.
Teksture porfirjev kažejo na dve ločeni stopnji strditve. V prvi fazi se kristali oblikujejo v staljeno maso (magma se globoko v skorji zemlje počasi ohlaja, kjer se oblikujejo velike kristalne strukture s premerom 2 mm ali več), v drugi pa ta staljena masa kristalizira v trdno snov  (v zadnji fazi se hitro ohladi v relativno nizki globini ali pa nastane kot vulkanski izbruh, kjer se oblikujejo majhne strukture, ki so po navadi prostemu očesu nevidne). Ohlajanje vodi k ločevanju kovin v različne pasove. Ta proces je eden glavnih razlogov za obstoj bogatih depozitov kovin, kot so zlato, baker, molibden, svinec, kositer, cink in volfram.
Po navadi je porfir rjavo-vijolične do temno purpurne barve, pogosto pa z lisasto ali motno osnovno maso (feldspat) in s kristali (oligoklas) od bele do roza barve.

## Kamnolomi, dejavnost in transport
Ležišča porfirja so izkoriščali že v času poznega preddinastičnega obdobja Egipta, v zgodnjem starejšem kraljestvu in v ptolemajskem obdobju. Ponovno ga je odkril rimski legionar Caius Cominius Leugas leta 18 n. št. Do zgodnjega 19. stoletja so bili kamnolomi skoraj nedotaknjeni, leta 1822 pa ga je pri geoloških projektih ponovno odkril angleški raziskovalec James Burton. Po ponovnem odkritju kamnoloma v 20. letih 19. stoletja je bilo nekaj poskusov oživitve kamnoloma, kar pa mnogim zaradi težav pri transportu ni uspelo. Moderno izkoriščanje v 20. stoletju je potekalo na območju kamnoloma Lykabettus, začela pa so se tudi razna dela, kot npr. popravila cestnega omrežja in uporaba porfirja za kiparska dela.

### Kamnolomi
Na vrhu gore Mons Porphyrites je na območju velikem 6 km2 vir imperialnega porfirja, kjer so kamnolomi Lepsius (954 m) z dvanajstimi bazeni, Lykabettus (1109 m) z desetimi in Rammius (1438 m). V 19. stoletju jih je tako poimenoval G. A. Schweinfurth. Severozahodni kamnolomi z desetimi bazeni in nedavno odkrit t. i. kamnolomi "Foot quarries", ki sta jih leta 1950 raziskovala in tako poimenovala D. Meredith in L. Tregenza, ležijo na gorskem obronku okoli 1000 m nad morsko gladino in severno od kamnolomov Lepsius, Lykabettus in Rammius.
Med naselbinami, ki so pripadale kamnolomom, sta bili pomembnejši utrdba v Wadi Abu Ma’amel in Badia na južni strani Gebel Dokhana, celoten kompleks pa je bil povezan s sistemom poti in poševnih klančin po katerih so lahko porfir tovorili v dolino.
Skupina t. i. severozahodnih kamnolomov leži na zahodu Wadi Abu Ma’amel in so največji kamnolomi, ki so bili v preteklosti tudi najbolj izkoriščeni. Ležišča so bila pomembna v 1. stoletju n. št., v uporabi pa so bila vse do 4. in zgodnjega 5. stoletja. Ta kompleks je ostal po opustitvi nedotaknjen in je zato pri opazovanju rimskega tradicionalnega lomljenja kamna toliko bolj pomemben. Pomembni so bili tudi kamnolomi Lykabettus na vrhu najvišjega gorskega predela na zahodnem robu Wadi Abu Ma’amel, ki so bili bolj izkoriščeni v 4. in zgodnem 5. stoletju. Kamnolomi Lepsius na gorskem grebenu, ki oblikujejo vzhodni rob Wadi Abu Ma’amel, so bili manj obsežni in v uporabi kmalu po odprtju kamnolomov ter vse do sredine 2. stoletja n. št. Bradfordov kamnolom je še posebej zanimiv, kajti tam naj bi Caius Cominius Leugas izrabljal vire črnega porfirja takoj po odkritju leta 18 n. št.

### Čas izrabe kamnolomov vantiki
Kamnolom je začel z delovanjem v obdobju od Avgusta (31 pr. n. št.) do Klavdija (54 n. št.). V tem času je rimska uprava začela s popravljanjem cestnega omrežja za trgovanje iz Koptosa v Myos Hormos in z gradnjo cistern. V času Nerona je opaziti naraščajočo uporabo kamna, ki pa je v flavijskem obdobju počasi začela upadati, medtem ko sta cesar Trajan in Mark Avrelij uvedla novo modo v uporabi tega kamna. Še vedno je bil dragocen in le izjemoma se je pojavljal v velikih količinah v arhitekturi, izdelavi kipov in okrasja. V Trajanovem času (98 n. št.) je bil kamnolom za nekaj časa opuščen. Kipi tega časa so bili izdelani v kombinaciji z različnimi marmorji - v večini z belim paroškim marmorjem in frigijskim pavonazettom, hadrijansko-antoninska produkcija v porfirju pa je bila še bolj razširjena in raznovrstna kot v času Trajana. V času Hadrijana so uporabljali kamen pri velikopoteznih načrtih v gradnji. V Dioklecijanovem času je pridobivanje kamna doseglo najvišjo točko, kamen je bil široko dostopen na trgu, purpurna barva pa je pomenila barvo cesarja. Veliko izkoriščanje virov se je nadaljevalo v Konstantinovem času (337 n. št.), še posebej pri gradnji nove prestolnice v Konstantinoplu. V sredini 4. stoletja je bila dejavnost opuščena, nadaljevala se je le izdelava sarkofagov do sredine 5. stoletja. Bizantinski cesarji so ga uporabljali za prevleke s tankimi ploščami sten in tal v sobanah imperialnih palač v Konstantinoplu.

### Organiziranost naselbin
Teren v okolici je bil prilagojen za naselbine oz. vasi, ki so bile neposredno v bližini kamnolomov. Med njimi je bila zelo pomembna naselbina, ki leži na robu Wadi Abu Ma’amel. Ta del naselbine je predstavljal osrčje celotnega kompleksa. Tu je bil administrativni center dejavnosti z utrjeno naselbino s hišami civilnega prebivalstva, majhno stalno posadko in stalnim bivališčem vojaškega prebivalstva, ki je nadzoroval delo v kompleksu, s posameznimi izoliranimi stavbami, imenovanimi »zdraviliški domovi«, z majhno naselbino za delavce kamnoloma, grobiščem, tremi templji, posvečenimi egipčanskim božanstvom in vodnjakom, ki ni oskrboval le osrednje naselbine, pač pa tudi satelitske vasi v bližini. V osrčju kompleksa Mons Porphyrites sta znana dva vodnjaka, eden leži v Wadi Abu Ma’amel pod glavno trdnjavo, drugi ob severnem zidu, nekaj kilometrov stran od severnega dela trdnjave; tretji vodnjak je bil v Badii. Obstajale so tudi cisterne v delavskih naseljih, ki so zbirale vodo, od koder je nato tekla po pravokotnih jarkih, ki so bili ometani z malto. Ti jarki so imeli v sredini pregrado, ki je ločevala kanal v spodnji in zgornji del. Tako so lahko spodnji zbiralnik zaprli in vodo zbirali le v zgornjem. S pomočjo teh zbiralnikov pa so lahko napajali tudi živino.

### Komunikacijske poti in transport
Kamnolomi so bili med seboj povezani s potmi po katerih so surove bloke, približno 2 m dolge in 20 ton težke, po drčah spuščali v dolino, kar je še danes mogoče prepoznati po zaobljenosti nakopičenih kamnov, sledi in brazd tovornih vozov ter po ostankih kosov in blokov porfirja vzdolž poti do Nila.
Osnovni komunikacijski sistem in pot transporta ima obliko krožnega obhoda. Od glavne trdnjave vodi pot navzdol po dolini Wadi Abu Ma’amel v dolino Wadi Umm Sidri, nato ob gričkih do Badie, kjer se razdeli na dve poti. Iz Badie vodi pot dalje do Wadi Belih ali v Wadi el-Atrash, glavni poti do Nila. Druga, bolj ozka pot vodi zahodno od Badie do postaje, kjer se začnejo pešpoti na južno pobočje Gebel Dokhana. Cikcak pot vodi navzdol po severnem pobočju do Wadi Abu Ma’amel, kjer se obhod zaključi.
Porfir so transportirali po cesti imenovani Via Porphyrites, ki jo opisujeta Ptolemej in Strabon. Vodila je mimo Wadi Abu Ma'amal (doline delavcev), Wadi Umm Sidri in Wadi Belih, od koder je pot vodila proti pristanišču Myos Hormos, kjer so porfir nato naložili in pripravili za nadaljnjo pot preko Rdečega morja. Druga pot pa je vodila proti Badii, nato pa mimo Wadi aluminium-Attrash in do Wadi Qena. Tam so porfir naložili na čolne in ga tako tovorili po Nilu do Aleksandrije, od tam pa dalje po Sredozemlju.

## Delavnice in izdelki
Tehnologija izrabe je bila preprosta, saj je porfir zaradi svoje sestave lahko lomiti v blokih. Na območju kamnolomov so obstajale preproste delavnice, kjer so delavci surove bloke kamna lomili in pripravljali za nadaljnji transport. Bloke kamnov so predhodno dodelali kar na prostoru kamnoloma oz. na ploščah pod stenami, kjer so porfir tudi lomili. Ostanke, manjše kose in bloke porfirja pa so našli tudi v kočah ob kamnolomih, kjer je šlo verjetno za manjše popravke pred transportom.
Zaradi oddaljenost od naselbine so uporabljali velike »rampe«, ki so pomagale premoščati višinske razlike. Lahko domnevamo, da so te bloke prenašali tudi voli, ki so morali pretovoriti preko 150 km dolgo pot do Nilove doline.
Najbolj pogosto odkriti nedokončani kosi so bili stebri, na območju kamnoloma pa so bili odkriti tudi skoraj dokončani kosi doprsij, korit, bazenov, možnarjev in kapitelov stebrov.
Večje število izdelkov so izvozili po vsem imperiju. Porfir so uporabljali za poveličevanje in izkazovanje božanskosti imperatorjev, kar so ponazarjali  z uporabo tega kamna pri gradnji zasebnih vil (Hadrijanova vila v Tivoliju), bazilik (bazilika Junia Bassa, bazilika v Poreču), term (Konstantinove, Konstantinove terme), kurij (kurija Iulia, Dioklecijanova kurija), itd.
Sprva so porfir uporabljali v stavbarstvu v Rimu, nato pa po vsem imperiju. Največji znani steber iz porfirja stoji v sončnem templju v Baalbeku v Libanonu. Ker pa je skozi vsa obdobja imel porfir veliko simbolno vrednost in je bil težko dostopen, so ga večkrat ponovno uporabili. Tako so v času Justinijana prestavili stebre iz Libanona v Konstantinopel in jih vzidali v Hagijo Sofijo. Eksedra Hagije Sofije zdaj vsebuje skupaj osem stebrov iz imperialnega porfirja, kar opisuje tudi Prokopij. Uporabljali pa ga niso le v antiki, temveč tudi v srednjem veku, saj so se evropski cesarji zavedali njegove vrednosti in prestiža. Tako so v času Karla Velikega leta 786 z dovoljenjem papeža prenesli stebre iz Rima in jih vzidali v cerkev v Aachnu.
Porfir so uporabljali tudi v kiparstvu za izdelovanje cesarskih portretov, za obloge sten (kot npr. v Panteonu), ornamentiranje notranjosti cesarskih palač, za žare (žara Septimija Severa) in sarkofage. Neron je bil prvi rimski cesar, ki je bil pokopan v sarkofagu iz rdečega porfirja.
Zaradi simbolne vrednosti purpurne barve pa so antične sarkofage uporabljali še v času pozne antike in srednjega veka. Konstantin Veliki, njegova žena Konstantina in hči Konstanca, cesar Friderik II., Henrik IV. in Viljem I. so bili pokopani v sarkofagih iz rdečega porfirja (sarkofag v katedrali v Palermu in v Monrealu na Siciliji).